# 單醋酸鋁
單乙酸铝，別名單醋酸鋁，正式化學名稱為乙酸二氫氧铝，是乙酸根和鋁離子所形成的鹼式鹽。其化學式為Al(OH)2(CH3COO)，铝的氧化态为+3，在标准条件下为白色固体粉末型態。 

## 化学方法製備
单乙酸铝是由氫氧化鋁与稀乙酸水溶液之间的反应製得。 單乙酸鋁也可由三乙酸铝的连续水解形成。  
{\displaystyle {\ce {Al(CH3COO)3 + H2O -> Al(OH)(CH3COO)2 + CH3COOH}}}
{\displaystyle {\ce {Al(OH)(CH3COO)2 + H2O -> Al(OH)2(CH3COO) + CH3COOH}}}

## 用途
单乙酸铝是一种治療皮肤病试剂，用作防腐剂和收敛剂。 它被用作防腐剂，以减少在小伤口，割伤和烧伤中感染的可能性。具体来说，它可以治疗皮肤瘙痒，刺痛，发炎，並促进愈合。因为它在发炎和发炎的皮肤上起着保护层的作用，它也可以用作局部收敛剂，在皮肤上使用时帮助身体组织收縮。